# Gerd
U nordijskoj mitologiji, Gerd (stnord. Gerðr, eng. Gerd ili Gerth) je prelijepa divica koja je postala božica udajom za boga Freja, najljepšeg od bogova. Pretpostavlja se da je ona nekako povezana sa Zemljom. Gerdini su roditelji divovi Gimir i Aurboda, a Gerdin je brat možda bio Beli.
Ime divice Hrimgerd znači "mrazna Gerd", ali ona nije povezana s Gerd.

## Mitologija
Kad je Frej, Njordov sin, sjeo na Odinovo prijestolje
Hlidskjalf, vidio je sve svjetove. U Jotunhajmu, Zemlji divova, vidio je prelijepu divicu te se u nju smjesta zaljubio. Počeo je sanjariti o Gerd. Frejev otac Njord i Frejeva maćeha Skadi pitali su se što mu je te je Skadi poslala slugu Skirnira da otkrije što je s Frejom.
Frej je otkrio Skirniru da je zaljubljen u prelijepu divicu, ali da bogovi i vilenjaci ne žele da njih dvoje budu zajedno. Frej je rekao Skirniru da mora otići po djevojku. Skirnir je zatražio Frejov mač te ga je i dobio. Zatim se spremio da ode po Gerd.
Skirnir je jahao preko planina kako bi došao do Gerd. Upitao je pastira koji je sjedio na humku kako bi mogao razgovarati s Gerd.
Gerd je u svojoj sobi pitala sluškinju što se događa, a sluškinja joj je objasnila da je netko došao. Gerd joj je naložila da uvede čovjeka da popije medovinu, ali je pokazala strah da je taj čovjek možda ubojica njenog brata.
Skirnir je prišao k Gerd, koja ga je pitala je li As, Van ili vilenjak, a on je odgovorio da ne pripada niti jednoj od navedenih rasa. Ponudio joj je 11 zlatnih jabuka kako bi pridobio njezinu naklonost te joj je objasnio što želi. Gerd je jabuke odbila rekavši da se nikad neće udati za Freja. Skirnir joj je zatim ponudio čarobni prsten Draupnir, izvor neiscrpna bogatstva. Gerd i njega odbija jer joj otac ima mnogo zlata.
Skirnir je zatim prijetio Gerd da će joj odrubiti glavu ako ne pristane udati se za Freja. To nije preplašilo Gerd koja je odmah spomenula da se Skirnir neće dobro provesti ako joj naiđe otac. Prijetio joj je mnogim stvarima. Spomenuo joj je da će ju dati divu Hrimgrimniru koji živi u podzemlju te da će Gerd tamo morati piti kozju mokraću.
Gerd je napokon pristala na brak, govoreći pritom kako nikad nije ni pomislila da će voljeti nekog od Vana.
Skirnir se vratio k Freju koji ga je pozdravio i pitao za vijesti. Skirnir mu je odgovorio da će se Gerd sastati s njime na mjestu zvanom Bari. Nakon devet noći, Gerd i Frej su se sastali na Bariju i vjenčali. Njihov sin je bio Fjolnir, kralj Švedske.

## Teorije
Gerd je spomenuta i kao neprijateljica Frige, Odinove supruge i kraljice bogova. Pretpostavlja se da je to slučajna pogreška te da je vjerojatno riječ o divici sličnog imena, Grid.
Prema Hildi Ellis Davidson (1914. – 2006.), Gerd je slična Perzefoni, božici iz grčke mitologije.
John Lindow je komentirao da je Gerd povezana sa Zemljom. Prema njemu, brak Freja i Gerd je spajanje neba i Zemlje. S druge pak strane, ovime se potvrđuje da bogovi dobivaju od divova ono što žele.